# فرانسيسكو ريجورا
فرانسيسكو ريجورا (بالإسبانية: Francisco Reiguera)‏ هو ممثل إسباني، ولد في 9 نوفمبر 1899 بمدريد في إسبانيا، وتوفي في 15 مارس 1969 بمدينة مكسيكو في المكسيك.

## وصلات خارجية
- فرانسيسكو ريجورا على موقع IMDb (الإنجليزية)
- فرانسيسكو ريجورا على موقع ألو سيني (الفرنسية)
- فرانسيسكو ريجورا على موقع أول موفي (الإنجليزية)
- فرانسيسكو ريجورا على موقع قاعدة بيانات الأفلام السويدية (السويدية)
- فرانسيسكو ريجورا على موقع قاعدة بيانات الفيلم (الإنجليزية)
- فرانسيسكو ريجورا على موقع كينوبويسك (الروسية)